# الكسندر ادموندسون
الكسندر ادموندسون (بالإنجليزية: Alexander Edmondson) مواليد 22 ديسمبر 1993 في ميري، هو دراج أسترالي سابق. سبق أن شارك في دورة الألعاب الأولمبية الصيفية.

## سباقات أو مراحل فاز بها
| التاريخ        | السباق                                                                       | المركز                                          |
| -------------- | ---------------------------------------------------------------------------- | ----------------------------------------------- |
| 11 أبريل 2015  | روند فان فلانديرن بيلوفتن 2015                                               | الفائز في التصنيف العام                         |
| 05 مايو 2016   | 2016 Dwars door de Vlaamse Ardennen                                          | المركز الثاني                                   |
| 22 مايو 2016   | باريس-أراس تور 2016                                                          | المركز الثالث                                   |
| 12 أغسطس 2016  | ركوب الدراجات في الألعاب الأولمبية الصيفية 2016 – سباق المطاردة لفرق الرجال" | المركز الثاني                                   |
| 30 أبريل 2017  | طواف روماندي 2017                                                            | الثالث في تصنيف النقاط                          |
| 07 يناير 2018  | بطولة أستراليا لسباق الطريق 2018                                             | الفائز في التصنيف العام                         |
| 13 يناير 2019  | Down Under Classic 2019                                                      | المركز الثالث                                   |
| 06 أكتوبر 2019 | طواف كرواتيا 2019                                                            | الفائز في ترتيب النقاط                          |
| 13 يونيو 2021  | طواف سلوفينيا 2021                                                           | الثامن في تصنيف النقاط                          |
| 11 يونيو 2023  | زي إل إم تور 2023                                                            | الرابع في التصنيف العام، التاسع في تصنيف النقاط |

## الميداليات
| الميدالية | المسابقة                  |
| --------- | ------------------------- |
| ذهبية     | دورة ألعاب الكومنولث 2014 |

## وصلات خارجية
- الموقع الرسمي

## روابط خارجية
- الكسندر ادموندسون على موقع الاتحاد الدولي للدراجات (الإنجليزية)
- الكسندر ادموندسون على موقع أرشيف الدراجات (الإنجليزية)
- الكسندر ادموندسون على موقع إحصائيات الدراجات الإحترافية (الإنجليزية)
- الكسندر ادموندسون على موقع نسبة الدراجات (الإنجليزية)
- الكسندر ادموندسون على موقع CycleBase (الإنجليزية)
- الكسندر ادموندسون على موقع أوليمبيديا (الإنجليزية)
- الكسندر ادموندسون على موقع اللجنة الأولمبية الأسترالية (الإنجليزية)
- الكسندر ادموندسون على موقع اتحاد ألعاب الكومنولث (مؤرشف) (الإنجليزية)
- الكسندر ادموندسون على موقع الاتحاد الدولي للدراجات (الإنجليزية)
- الكسندر ادموندسون على موقع أرشيف الدراجات (الإنجليزية)
- الكسندر ادموندسون على موقع إحصائيات الدراجات الإحترافية (الإنجليزية)
- الكسندر ادموندسون على موقع نسبة الدراجات (الإنجليزية)
- الكسندر ادموندسون على موقع CycleBase (الإنجليزية)
- الكسندر ادموندسون على موقع أوليمبيديا (الإنجليزية)
- الكسندر ادموندسون على موقع اللجنة الأولمبية الأسترالية (الإنجليزية)
- الكسندر ادموندسون على موقع اتحاد ألعاب الكومنولث (مؤرشف) (الإنجليزية)